# Kasinka Mała

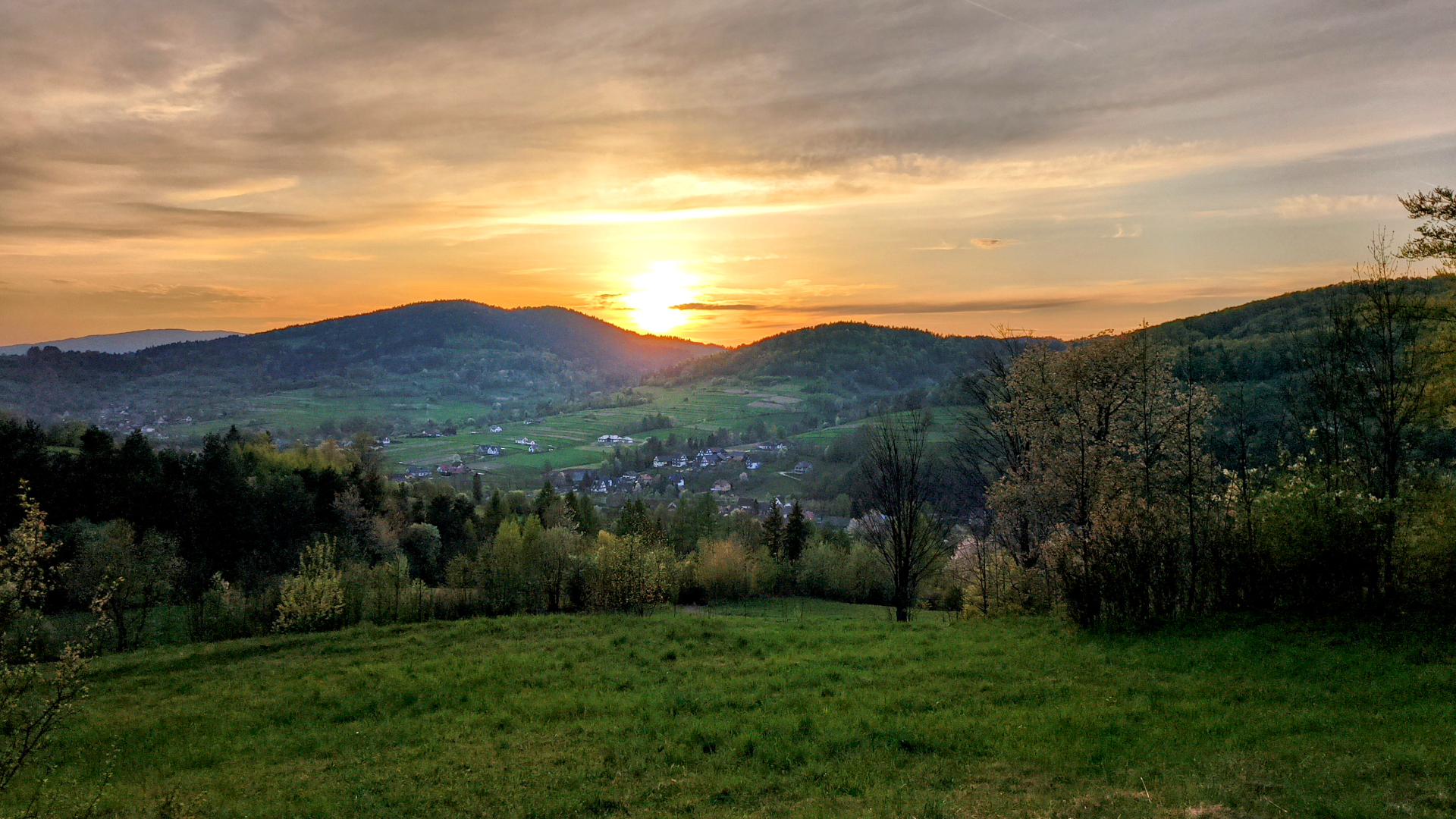
Widok z góry Goron na Górną Wieś.

Kasinka Mała (gór: Kosinka) – wieś w Polsce, położona w województwie małopolskim, w powiecie limanowskim, w gminie Mszana Dolna.
W latach 1954–1961 wieś należała i była siedzibą władz gromady Kasinka Mała, po jej zniesieniu w gromadzie Mszana Dolna. W latach 1975–1998 wieś administracyjnie należała do województwa nowosądeckiego. Zamieszkana jest przez górali zagórzańskich.

## Położenie
Wieś usytuowana jest w kotlinie pomiędzy trzema wybitnymi masywami górskimi Beskidu Wyspowego: Szczebla, Lubogoszczy i Lubomira. W zachodniej części wsi znajduje się masyw Szczebla - obejmuje on wierzchołki Czechówka (721 m), Szczebel (977 m), Mały Szczebel i Mała Góra (883 m) a także Działek (543 m), następnie na południu miejscowości wznosi się masyw Lubogoszczy - obejmujący także niewielkie szczyty Gródek (533 m) i Goron (588 m) oraz trzy wierzchołki właściwej góry tj. Lubogoszcz (968 m), Lubogoszcz Zachodni (953 m) oraz Zapadliska (808 m), z kolei od północy Kasinkę otaczają szczyty zaliczane do pasma Lubomira i Łysiny i są to Kiczora (725 m), Łopuszne (594 m), Borekowy Dziołek (629 m), Istebne (586 m) oraz Bydłoniowa Góra (645 m) która zamyka granicę miejscowości od północnego-wschodu. 
Kasinka Mała Zajmuje oba brzegi Raby, a także dolinę potoku Kasinianka wraz z jego licznymi dopływami w postaci mniejszych potoków.
Od południa Kasinka Mała graniczy z miastem Mszana Dolna, z kolei od północnego-zachodu z Lubniem, natomiast od północnego-wschodu graniczy z Węglówką, przy czym granicę tę wyznacza potok Kasinczanka. Ponadto od strony Zagródca wieś zbliża się swymi granicami do Kasiny Wielkiej.
W rejonie Dolnej Wsi, gdzie Kasinczanka wpada do Raby, znajduje się najniżej położona część wsi, ponieważ wysokość wskazuje się tam na ok. 360 m.n.p.m. Z kolei najwyżej położony rejon Kasinki Małej stanowi - współdzielony z Glisnem oraz Tenczynem - wierzchołek góry Szczebel wynoszący 976 m.n.p.m. Same zabudowania z kolei kończą się na wysokości ok. 600 m.n.p.m. (rejony Łopusznego, Bydłoniowej Góry czy obozowiska na Lubogoszczy).

## Integralne części wsi
| przysiółki | Bednarzówka, Brzanówka, Brzegi, Chąsiówka, Cieże, Do Babiarza, Do Barana, Do Bartoszka, Do Bolsęgi, Do Bydłonie, Do Chowańca, Do Cyrka, Do Czarnoty, Do Daniela, Do Dyzmy, Do Filipiaka, Do Gawrona, Do Grochala, Do Grzesiaka, Do Jakubiaka, Do Jędrzkowca, Do Juszczaka, Do Kani, Do Karczmarczyka, Do Kopcia, Do Kotarby, Do Kowala, Do Krupy, Do Krzysztofka, Do Kuca, Do Kurzawy, Do Lacha, Do Lipienia, Do Michalaka, Do Młyna, Do Moczugi, Do Mrożka, Do Muchy, Do Nawary, Do Niedośpiała, Do Owsianiaka, Do Piotra, Do Płoskonki, Do Podleśniaka, Do Sełusa, Do Siekacza, Do Stożka, Do Szarka, Do Szczypki, Do Szewca, Do Widzisza, Do Woźniaka, Do Wróbla, Dwór, Dzirgonie, Gliniki, Gocałki, Górki, Górna Wieś, Górnie, Grzesiaki. Hyrb, Kalety, Kazamaty, Ksiki, Kulówka, Kuśnierze, Łabuzówka, Łabuzy, Łopuszne, Majeranówka, Miasto, Mirki, Muchówka, Podgrobla, Podgródek, Podlesie, Podświątkówka, Pokuta, Potok, Pulkówka, Pyrze, Rażne, Snoza, Świątkówka, Widzisze Niżne, Żabówka, Zadworze, Zagroda, Zagródcze, Zarabie, Żądłówka, |
| części wsi | Do Żądły |

W świadomości mieszkańców występuje umowny podział na główne części wsi: Dolna Wieś (okolice kościoła i dworu), Górna Wieś (północno wschodnia część wsi) a także Zagródce (obszar znajdujący się po południowo-wschodniej stronie góry Gródek) oraz Łopuszne (dawna wieś ulokowana pomiędzy Kiczorą a Istebną i Bydłoniową, z czasem została włączona do Kasinki)

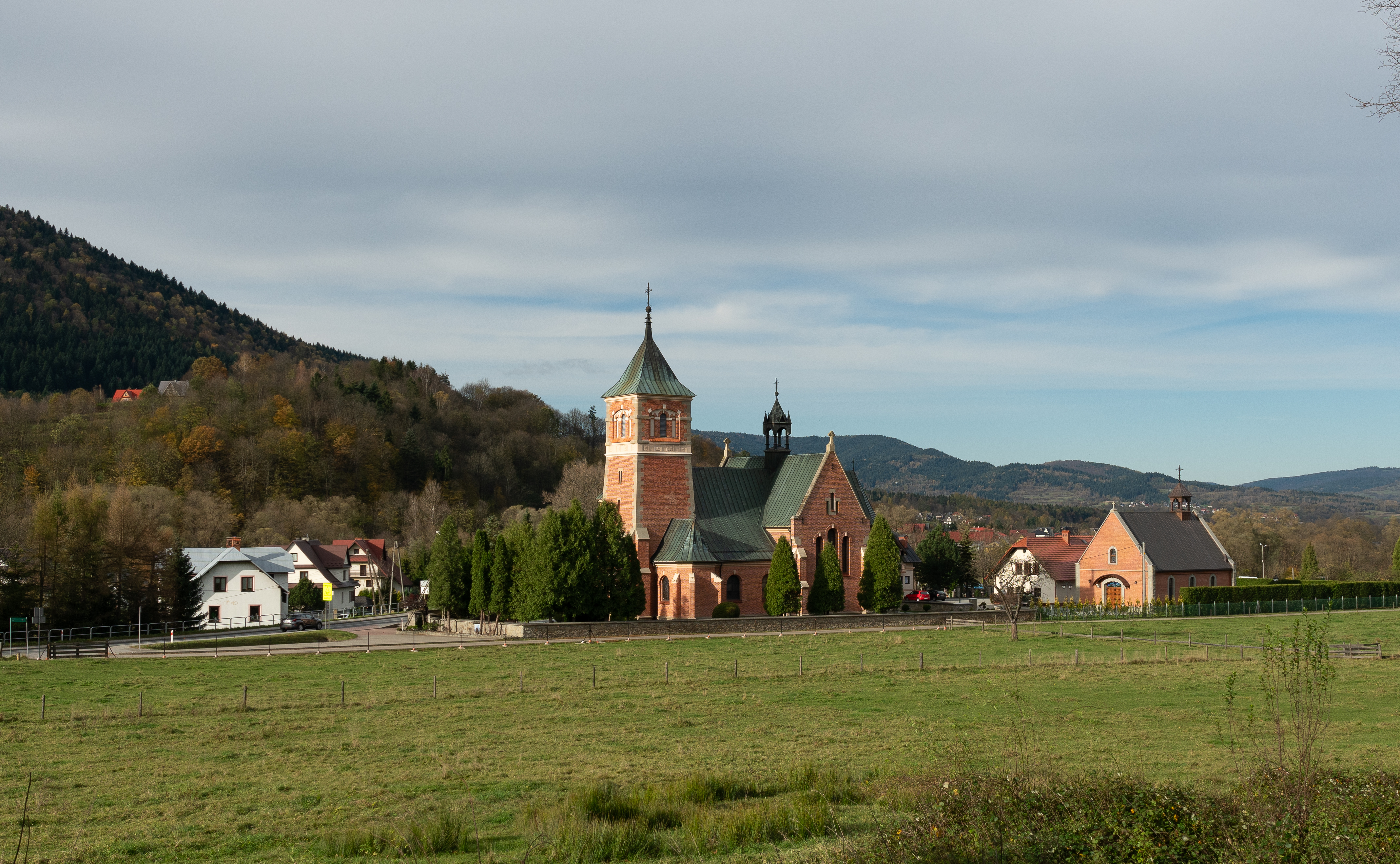
Kościół Nawiedzenia Najświętszej Maryi Panny w Kasince Małej

## Historia
W rejonie góry Gródek w masywie Lubogoszczy, prowadzono badania archeologiczne w poszukiwaniu pozostałości po domniemanych zabudowaniach średniowiecznyh. Finalnie prace wykopaliskowe nie potwierdziły istnienia tzw. zamczyska (por. Grodzisko). 
Początki istnienia wsi sięgają 1360 roku – była to wówczas własność zakonu Cystersów ze Szczyrzyca. Pierwsza wzmianka o Kasince Małej pochodzi z 1448 roku. Wieś znana była wówczas jako osada Ogonówka, posiadała prężnie działający młyn i wchodziła w skład dóbr królewskich pod zarządem szlacheckim.
Wieś nie miała szczęścia do zarządców – kolejni szlachcice nakładali na chłopów dodatkowe powinności i opłaty, ograniczali handel zbożem, oraz oddawali się hulaszczym praktykom. Nic więc dziwnego, że wieś stała się ośrodkiem ruchu antyfeudalnego. Na czele buntu chłopskiego w latach 1649–1654 stanęli bracia Sebastian i Filip Bolisęgowie. Kolejny bunt przeciw pańszczyźnie wzniecili chłopi w 1812 roku, a w 1846 napadli na miejscowy dwór.
Jeszcze w I połowie XIX wieku odnotowywano istnienie miejscowości Łopuszna w dolinie dzisiejszego potoku Lachówka (pomiędzy Kiczorą, Istebną a Bydłoniową), lecz z czasem ta znalazła się w granicach Kasinki.
Ludność Kasinki przyłączyła się również do wielkiego strajku chłopskiego w 1937 roku, zorganizowanego przez działaczy Stronnictwa Ludowego. W czasie tego strajku na roli Szczypkowej zginęło 9 protestujących po tym, jak policja otwarła ogień do tłumu. Wydarzenie to upamiętniono w 1967 poprzez odsłonięcie tablicy pamiątkowej przez delegację władz Polskiej Zjednoczonej Partii Robotniczej z Władysławem Gomułką na czele.
W 1987 roku wieś odznaczona została Krzyżem Kawalerskim Orderu Odrodzenia Polski.
W latach 1975–1998 miejscowość administracyjnie należała do województwa nowosądeckiego.

## Turystyka
Atrakcje turystyczne
- W murowanym kościele Nawiedzenia Najświętszej Maryi Panny z 1913 roku znajduje się ołtarz barokowo-neogotycki oraz barokowe posągi z XVIII wieku[11].
- Na górze Lubogoszcz znajduje się ośrodek rekreacyjno-wypoczynkowy YMCA.
- XIX-wieczna kaplica z obrazem Matki Bożej Częstochowskiej, słynącym łaskami w okolicy[11].
- Kapliczka z przełomu XIX i XX wieku na granicy z Mszaną Dolną. Znajduje się w niej murowana rzeźba, przedstawiająca trzeci upadek Chrystusa[11].
- Willa Szczepańskich, znajdująca się na stoku Lubogoszczy[11].

Szlaki turystyczne
 – czarny szlak turystyczny z Lubnia poprzez Szczebel i Kasinkę Małą na Lubogoszcz.
 – żółty szlak z Lubnia poprzez północny stok Kiczory a następnie poprzez Łopuszne (osiedla Pod Niebo i Brzanówka) wiedzie na Patryję.

## Sport
W miejscowości działa klub sportowy „LKS Zenit Kasinka Mała”. założony w 1974 roku. Drużyna ta znajduje się aktualnie w klasie A (Limanowski Podokręg PN).

## Religia
Na terenie Kasinki Małej prowadzi działalność parafia Nawiedzenia Najświętszej Maryi Panny. Funkcję kościoła parafialnego pełni murowany kościół Nawiedzenia Najświętszej Maryi Panny, wybudowany w latach 1912–1913 według projektu Jana Sasa-Zubrzyckiego.

## Kasinka Mała w literaturze
Akcja następujących dzieł literackich związana jest z Kasinką Małą:
- Leopold von Sacher-Masoch, „Die Seelenfängerin”. Wiedeń 1886.
- Jan Józef Szczepański, „Portki Odysa”. Warszawa 1954.
- Christiane Ruth, „Kasinka. Eine Sommergeschichte. Erzählung”. Berlin 1997.
- Jan Wiktor „Przed świtaniem”. W: „Przed świtaniem. Opowiadania o buntach chłopskich 1932-1937”. Warszawa 1953

## Urodzeni w Kasince Małej
- Stanisław Fijałek – ksiądz kanonik, proboszcz, budowniczy kościoła i kurhanu w Karniowicach
- Filip Bolisęga - XVII-wieczny przywódca buntu Kasinczan przeciw nadużyciom dzierżawcy Kasinki Aleksandra Rabsztyńskiego[17].
- Władysław Bolisęga - pierwowzór postaci Wincentego, głównego bohatera książki "Portki Odysa" Jana Józefa Szczepańskiego, także osobisty przyjaciel autora.Willa Jana Józefa Szczepańskiego na Lubogoszczy

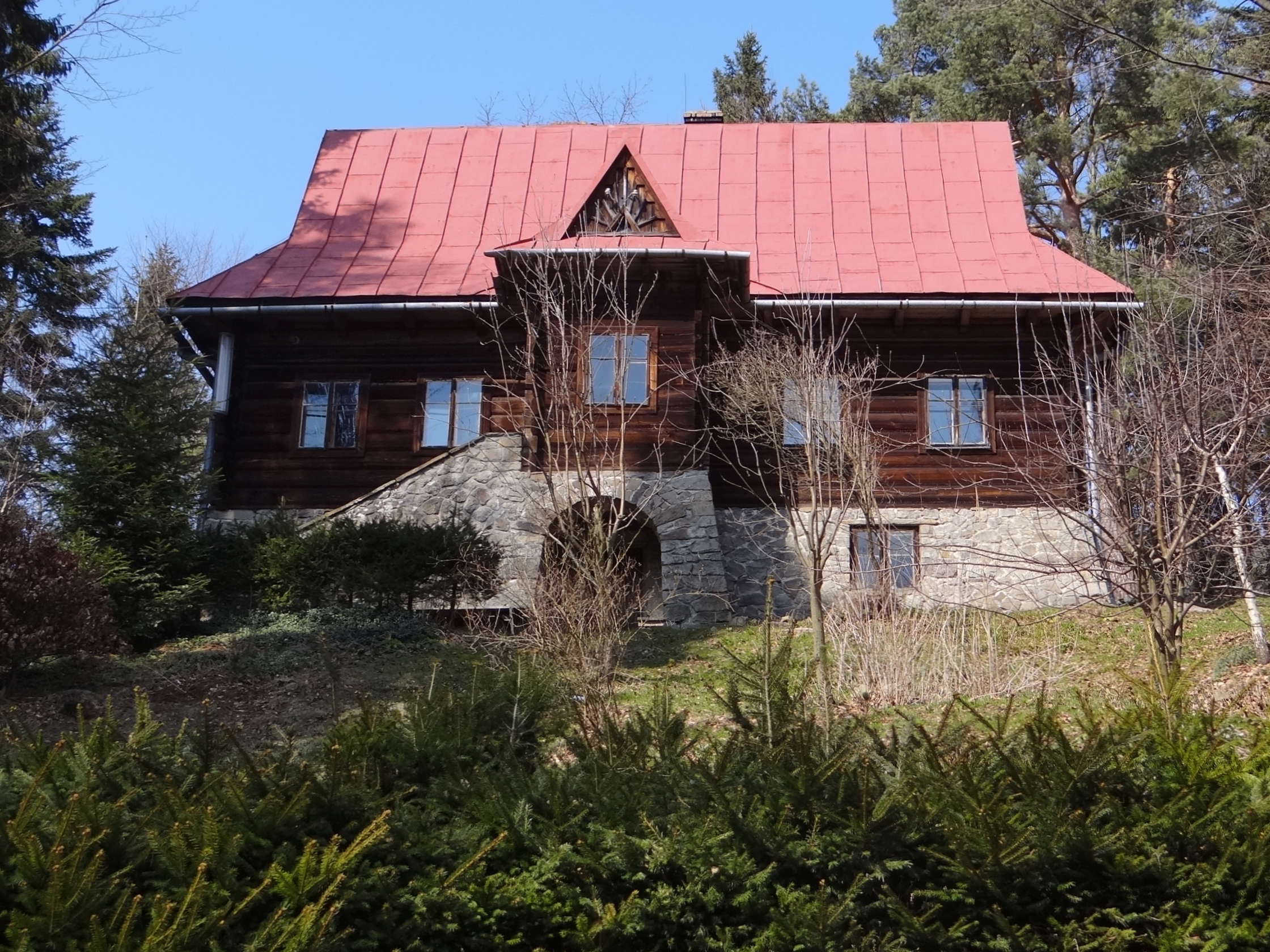
Willa Jana Józefa Szczepańskiego na Lubogoszczy

## Znani wczasowicze
Z racji letniskowego charakteru miejscowości, poprzez lata wypoczywały w niej różne osobistości, w tym:
- Andrzej Grabowski – polski aktor teatralny, telewizyjny, filmowy i dubbingowy, artysta kabaretowy, piosenkarz, scenarzysta i reżyser.
- Jan Józef Szczepański – polski pisarz, reporter, eseista, scenarzysta filmowy i tłumacz, taternik, podróżnik. Jego willa do dziś znajduje się na stoku Lubogoszczy.
- Olga "Kora" Jackowska[18] - polska piosenkarka rockowa i autorka tekstów. W latach 1976–2008 wokalistka zespołu Maanam.
- Katarzyna Zielińska – polska aktorka i piosenkarka.